# Нащёкино (Чеховский район)
Нащёкино — деревня в Чеховском районе Московской области, в составе муниципального образования сельское поселение Стремиловское (до 28 февраля 2005 года входила в состав Стремиловского сельского округа).

## Население
| 2002 | 2006 | 2010 |
| ---- | ---- | ---- |
| 8    | ↘7   | ↗11  |

## География
Нащёкино расположено примерно в 9 км на юго-запад от Чехова, на безымянном правом притоке реки Сухая Лопасня (правый приток Лопасни).